# Tempelj Ananda
Tempelj Ananda (burmansko အာနန္ဒာ ဘုရား, izgovarjava: [ànàɴdà pʰəjá]) je v Baganu v Mjanmarju. Budistični tempelj je bil zgrajen leta 1105, ko je vladal kralja Čanzita (1084-1113) iz dinastije Pagan. Je eden od štirih ohranjenih templjev v Baganu. Ima obliko križa z več terasami, ki vodijo do majhne pagode na vrhu, z dežnikom hti (ime za dežnik ali najvišji okras najdemo v skoraj vseh pagodah v Mjanmarju). V njem so štiri stoječi kipi Bude, vsak je obrnjen na drugo stran, vzhod, sever, zahod in jug.  Tempelj je pravi čudež monskega in indijskega sloga arhitekture in ga imenujejo tudi Westminstrska opatija Burme. Zelo je podoben templju Patotamja iz 10. ali 11. stoletja in je znan tudi kot "pravi muzej kamnov".
Tempelj je bil poškodovan v potresu leta 1975. V celoti so ga obnovili in je dobro vzdrževan, stene so prebarvane in prebeljene. Ob njegovi 900. obletnici, ki so jo praznovali leta 1990, so pozlatili fiale. Je zelo cenjen tempelj v Baganu. 

## Etimologija
Ime templja je povezano s  častitljivim Anando, prvim Budovim bratrancem, osebnim tajnikom, enim njegovih mnogih glavnih učencev in predanim spremljevalcem. Nekoč je bil znan kot tempelj Ananta, kar je povezano z besedno zvezo ananta pinja v sanskrtu in pomeni "neskončna modrost". "Ananda" v paliju, sanskrtu in drugih indijskih jezikih pomeni "blaženost" in je priljubljeno budistično in hindujsko ime. Atributi Bude,  njegova neskončna modrost anandapinja v burmanščini in paliju je poklon v imenu 'Anande'. 

## Legenda
Legenda o gradnji tega templja je povezana s tragedijo gradbenikov. Osem menihov se je obrnilo na kralja Čanzita, da bi jim dal miloščino. Pokazali so mu grafični opis templja v jami Nandamula v Himalaji, kjer so meditirali. Ko jih je kralj povabil v palačo, da bi slišal več podrobnosti, so menihi uveljavili svoje meditativne psihične sposobnosti in slikovito razložili kralju krajino v kraju, v katerem so živeli. Kralj je bil zadovoljen in je zahteval, da zgradijo tempelj sredi baganske ravnice in ustvarijo kultne razmere. Ko so menihi končali gradnjo templja, je kralj, da bi ohranil edinstvenost templja, naročil, naj jih ubijejo. Hotel je namreč, da ne bi bilo zgrajeno več kar koli podobnega. Zato je tak tempelj le v Baganu. 
George Coedes navaja drugačno usodo za arhitekta: "on in otrok sta bila pokopana živa, da služita kot varuha duhov templja.« 

## Zgodovina
Zgodovina te popolne dimenzionirane tempeljske strukture sega v leto 1105, za gradnjo je zaslužen kralj Čanzita. To je "slogovni konec zgodnjega baganskega obdobja in začetek srednjega obdobja". Čas gradnje tega templja se šteje kot vrhunec verskega izobraževanja, ko se je začela gradbena dejavnost templja Pahotanja leta 1080. Teravadski budizem, ki ga je kralj sprejel, ga je spodbudil, da je Budove nauke predajal svojemu ljudstvu s pomočjo tega templja. Združil je Burmo pod eno zastavo in s tem "ustvarjal množično versko navdušenje". Verjetno je kralj kot varuh zakona želel izraziti svoje trdno prepričanje o budistični doktrini, kar dokazujejo njegove besede:

(On) bo prečistil (in)nepopačeno zapisal (in) osnoval vse svete spise. (On) bo razglasil (in) določil zakon, ki bo odmeven kot boben. (On) bo prebudil vse ljudi, ki se ugrezajo v brezbrižno spanje. (On) bo trdno zagovarjal spoštovanje zapovedi v vsakem trenutku.

Z edinstveno ikonografsko upodobitvijo (kamnite podobe oštevilčenih plošč džataka (zgodbe, ki pripovedujejo o prejšnjih življenjih Bude v človeški in živalski obliki) in stoječih podobah Bude), ki je predstavljena v simetrično načrtovani postavitvi tega templja, je kralj Čanzita vzpostavil in posredoval svoj nauk svojemu ljudstvu v živahni vizualni obliki. Kralj, ki je ustanovil ta tempelj, je postal slaven v budistični arhitekturi.

### Arhitekturna zgodovina
Arhitekturna zgodovina templja je bila razčlenjena. Medtem ko je bila monska arhitektura določena kot burmanski izvirnik, je močan vpliv indijske arhitekture iz številnih templjev v Bengaliji in Orisu zelo jasen. V zvezi s tem arheolog Duroiselle pravi: »Ne more biti nobenega dvoma, da so bili arhitekti, ki so načrtovali in zgradili tempelj Ananda Indijci. Vse v tem templju od šikhare do kleti, pa tudi številne kamnite skulpture, najdene v hodnikih in terakotne plošče, ki krasijo kleti in terase, nosijo nedvomno žig indijskega genija in izdelave ... Čeprav je zgrajen v burmanski prestolnici, je Ananda indijski tempelj.« Prav tako je dejal, da  arhitektura tega templja v glavnem predstavlja jamski tempelj Ananta v hribih Udajadžiri v Orisu v Indiji. 

## Arhitektura
Tempelj Ananda je popolna dimenzionirana slogovna struktura monskega in indijskega arhitekturnega sloga in je osrednji spomenik, zgrajen v dolini Pagan. Zgrajen iz opeke in ometan, prikazuje ikonografske podobe v kamnu in terakotnih ploščah  (glazirane ploščice), da bi izobraževal ljudi v regiji in da bi se uveljavil teravadski budizem v skladu z osebnimi prepričanji kralja Čanzite.

### Tloris
Tempelj ima obliko enostavnega hodnika. Ima osrednji kvadrat s stranico 53 metrov; stranske verande štrlijo navzven 17 m od vsake osnove kvadrata. Celotna struktura je 51 metrov visoka, sestavljena iz okrašenih teras. Skupna dolžina templja od začetka do konca je približno 88 m. V križišču tlorisa je prostor za tempelj, glavni podstavek, čez katerega sta ukrivljeni strehi, ki ji sledijo štiri zamaknjene terase. Štiri terase pripeljejo do vrha, ki se konča z majhno pagodo in dežnikom hti, ki je ime za najvišji okras skoraj vseh pagod v Mjanmarju. Osrednji del templja, na sredini teras, je v obliki kocke, kjer so nameščeni štirje stoječi veliki kipi Bude s štirimi obrazi, vsak je 9,5 metra visok na  2,4 metra visokem prestolu. Nad to kubično strukturo se dviga fiala. Dva prehoda delita srednjo kocko s štirimi stranicami kocke; vsaka stran je okrašena z veliko podobo Bude. Štirje vhodi so opremljeni z izrezljanimi vrati iz tikovega lesa in sestavljajo natančen križ. Nad vsakim vhodom je stupa s fialo. Pripovedke o Budovih prejšnjih življenjih džataka  so vtisnjene v več kot 554 terakotnih ploščic, ki krasijo podlago, stranice in terase. Vsaka niša je znotraj štirih vhodov v kubični strukturi svetišče, v katerem stojijo pozlačeni Bude z različnimi mudrami (simboličen ali obreden gib v hinduizmu in budizmu) ali oblikami, poveličani in čaščeni.
Dva ambulatorija imata obokane strehe. V teh notranjih prehodih, ki obdajajo osrednji prostor, je kiparski okras v obliki 80 velikih reliefov, izrezljanih iz vulkanske kamnine, ki predstavljajo Budovo življenje od rojstva do smrti. Dva glavna prehoda navzkrižnih hodnikov zagotavljata povezavo med vežo in stoječimi podobami Bude. 
Zunanje stene templja so visoke 12 metrov, okrašene z utrjenimi parapetnimi stenami. Vsak vogal je obdan s pagodo.

### Bude
Štirje stoječi Bude so okrašeni z zlatimi lističi in vsaka podoba je obrnjena v smeri od severa proti jugu, kar predstavlja, da je dosegel nirvano. Vsak ima posebno ime: 
- Kasapa (v pāliju) Buda je tretji od petih Bud sedanje kalpe (bhadakapa ali "srečni Aeon") in šesti od šestih Bud pred zgodovinskim Budo) - obrnjen proti jugu,
- Kakusandha (v pāliju) je ime petindvajsetega Bude, prvi od petih Bud te kalpe in četrti od sedmih starodavnih Bud - obrnjen na sever,
- Konagamana (ime šestindvajsetega Bude, drugi od petih Bud sedanje dobe in pet od sedmih starodavnih Bud) - obrnjen proti vzhodu in
- Gautama, obrnjen proti zahodu.

Od štirih podob sta tisti, obrnjeni proti severu in jugu, izvirni, v baganskem slogu prikazujeta dharmačakra mudro, položaj roke simbolizira prvo Budovo pridigo, medtem ko sta drugi dve podobi novi, ker sta bila izvirnika uničena v požaru. Vse štiri podobe so narejene iz masivnega tikovega lesa (nekateri pravijo, da je južna podoba izdelana iz bronaste zlitine). Štiri Bude, položene v svetišče, imenujejo "Bude sodobne dobe", kažejo Budov smisel o vseprisotnosti v prostoru in času.
Prvotni Buda, obrnjen proti jugu (imenovan Kasapa), ima edinstven arhitekturni zaslon, ko ga gledamo od blizu, izraža žalost, ko ga gledamo z roba prostora, izraža veselje.
Na vzhod in zahod obrnjene podobe Bude so narejene v poznejšem konbaunškem ali mandalajskem slogu. Podoba, obrnjena proti vzhodu (znana kot "Kongamana"), drži med palcem in sredincem majhno, orehu podobno kroglo - zelišče. To zelišče naj bi simbolično predstavljalo Budovo dharmo (budistična filozofija) kot zdravilo za bedo in stisko. Pri tej mudri roki visita ob straneh z dlanmi, iztegnjenimi navzven. V tradicionalnem budističnem kiparstvu ta mudra ni upodobljena nikjer drugje.
Na zahod obrnjen Buda Guatama kaže abhaja mudro - roki sta iztegnjeni tako, da izražata neustrašnost. Na nogah tega Bude sta dva kipa v naravni velikosti iz lakiranega lesa, ki predstavljata okronan lik kralja Čanzite, ki kleči pobožno v molitvi, in Šina Arahana, monskega meniha, ki je spreobrnil kralja v teravadski budizem in kot primas tudi kronal kralja. V zahodnem portiku sta upodobljena tudi dva odtisa Budovih stopal na podstavkih. Napis pod majhno podobo kralja navaja, da kralj sebe dojema kot bodhisatvo, cakavatin in inkarnacijo gospoda Višnuja".

### Plošče
Plošče so posebnost v tempeljskem kompleksu, ki prikazujejo zgodbe džataka ; vsaka plošča je narejena iz zastekljenih terakotnih ploščic, ki predstavljajo eno zgodbo. Množico plošč je videti na tempeljskih stenah in terasah. To so:
- na dnu strukture, ki se razteza od juga proti zahodu, je 552 podob Marinih korakajočih bojevnikov, ki nameravajo napasti Budo, in tudi procesijo bogov; od zahoda proti severnemu vhodu so bojevniki prikazani kot premaganci z nadnaravno Budovo močjo;
- od jugozahodnega vogala prve terase do severne strani tretje terase je 537 plošč, vsaka je povezana z eno zgodbo iz džatake; na severni strani druge terase do pete terase so prizori so iz Tej Mi džataka;
- peta terasa prikazuje 547 plošč iz zgodb Vesantara džataka v dveh delih, 537 plošč v prvi vrsti in druga vrsta nad prvim na strehi prikazujejo 375 plošč  zadnjih deset džatak Mahanipata; zadnjih deset življenj Bude je upodobljeno na ploščah zelene barve. Upodobljene so tudi kamele, ki kažejo vpliv trgovskih poti na tem območju.

### Kamnite podobe
Kamnite skulpture v zunanjih obokanih hodnikih so edinstvene v Baganu. 1500 kamnitih podob (večinoma nejasnih zaradi obrabe) je vidnih v notranjosti templja. Posebne slike, izklesane iz enega kosa kamna (povprečna višina je 1,1 metra, širina 0,74 metra in debelina 0,30 metra), prikazujejo 80 epizod iz Budovega življenja. Prikazanih je tudi štirideset epizod iz zadnjega življenja Gospoda Bude, ki se začne s podobo Setaketu deva, princa Sidharte, ki kuka skozi tapiserijo, to je zadnji pogled na ženo Jasodharo in njegovega novorojenega sina Rahula, preden je zapustil palačo in se odločil za življenje samotarja v gozdu.

### Poslikave
Stenske poslikave v notranjosti molitvenih dvoran templja so bile večinoma belo oprane. Nekatere slike je še vedno mogoče opaziti na jugozahodnem stebru severne nabožne dvorane, ki jih je obnovil Oddelek za arheologijo Mjanmarja. Nekatere slike so v dobrem stanju: na stenah in stropu vzhodne nabožne dvorane so se slike ponovno pojavile, severno od stoječega kipa Bude, Arhat in lotosovo cvetje in cvetlični vzorci na zahodnem vhodu.

## Druge strukture
Ananda Oakjaung je preprost samostan, zgrajen iz rdeče opeke v bližini templja Ananda. Zgrajen je bil leta 1137. Po stenah samostana so slike iz 18. stoletja,  ki imajo tudi napis, da so atributi stavbe samostana za tri brate. Šin Thudhama Linkara je bil zelo častitljiv menih, ki je živel tukaj.
Vrata tharabha so edina ohranjena vrata starodavnega mesta Bagan (prej znan kot Pagan). Tempelj Ananda je na njenem jugovzhodu. Beseda tharabar  izvira iz palija, beseda "sarabhanga" pomeni "zaščiten pred puščico". Tharabar so bila ena izmed 12 vrat za vstop v mesto Pagan, ki jih je zgradil kralj Pjinbja leta 849. Nekatere štukirane gravure ogrov (mitološka bitja) so še vedno vidne na vratih. Menijo, da jih ščitita dva duhova, brat "Gospod Velike gore" na levi strani vrat in sestra "Zlati obraz" na desni strani.

## Muzej
Območje muzeja je v bližini templja Ananda v Paganu zaradi proučevanja predmetov v okolju njihove prvotne lege.

## Praznovanja
V templju je vsako leto enotedenski festival, in to v mesecu pjahto (december, januar). Na festivalu 1000 menihov 72 ur neprekinjeno obredno prepeva spise. Tisoče vaščanov iz bližnje in daljne okolice se utabori okoli templja in zjutraj na dan polne lune menihom ponujajo darilne sklede.